# IC 4030
IC 4030 је лентикуларна галаксија у сазвјежђу Береникина коса која се налази на листи објеката дубоког неба у Индекс каталогу.
Деклинација објекта је + 27° 57' 18" а ректасцензија 13h 0m 28,0s. Привидна величина (магнитуда) објекта IC 4030 износи 15,5 а фотографска магнитуда 16,5. IC 4030 је још познат и под ознакама RB 99, DRCG 27-119, PGC 44763.